# Afghan-uzbekiska vänskapsbron

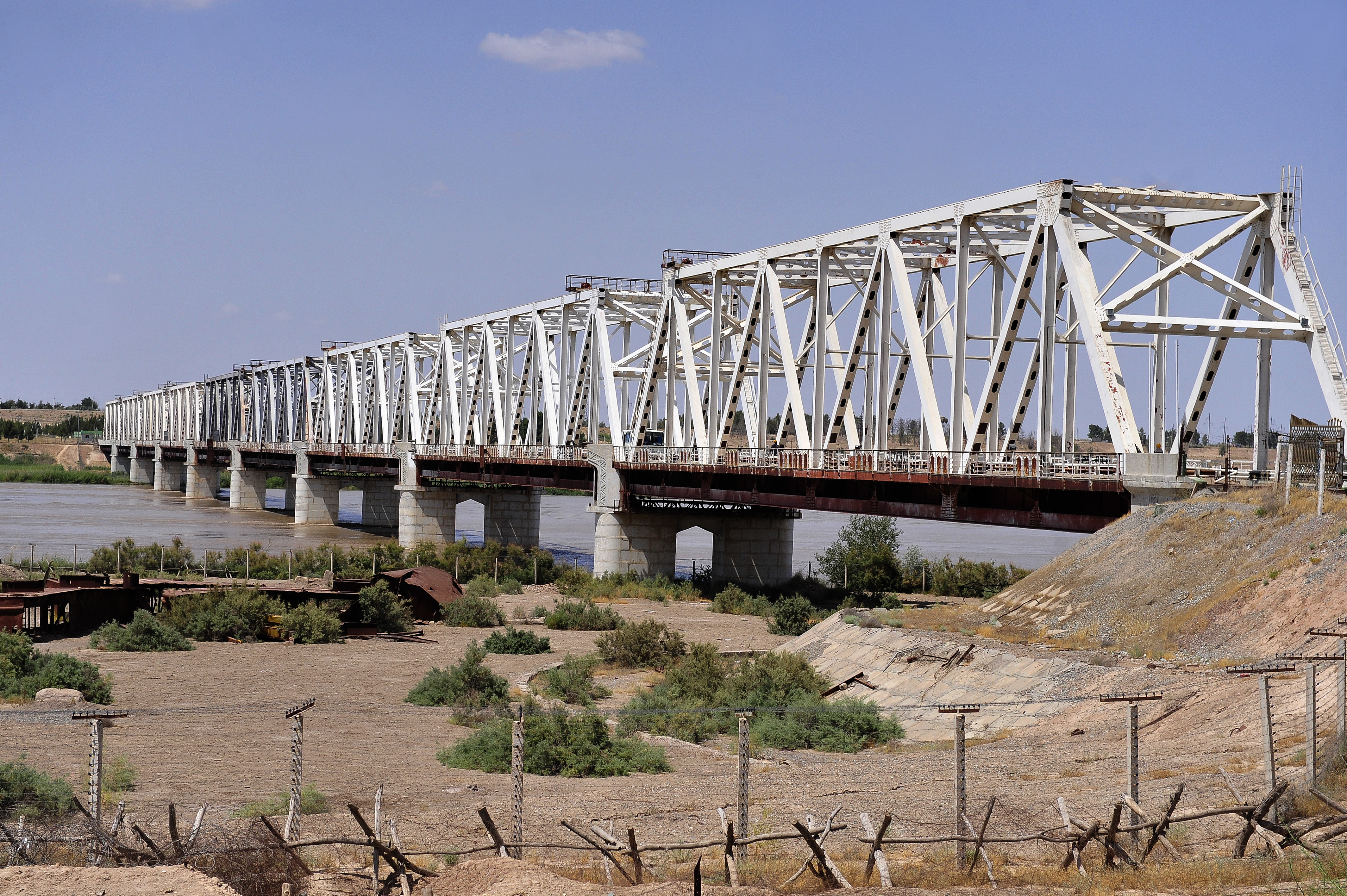
Afghan-uzbekiska vänskapsbron

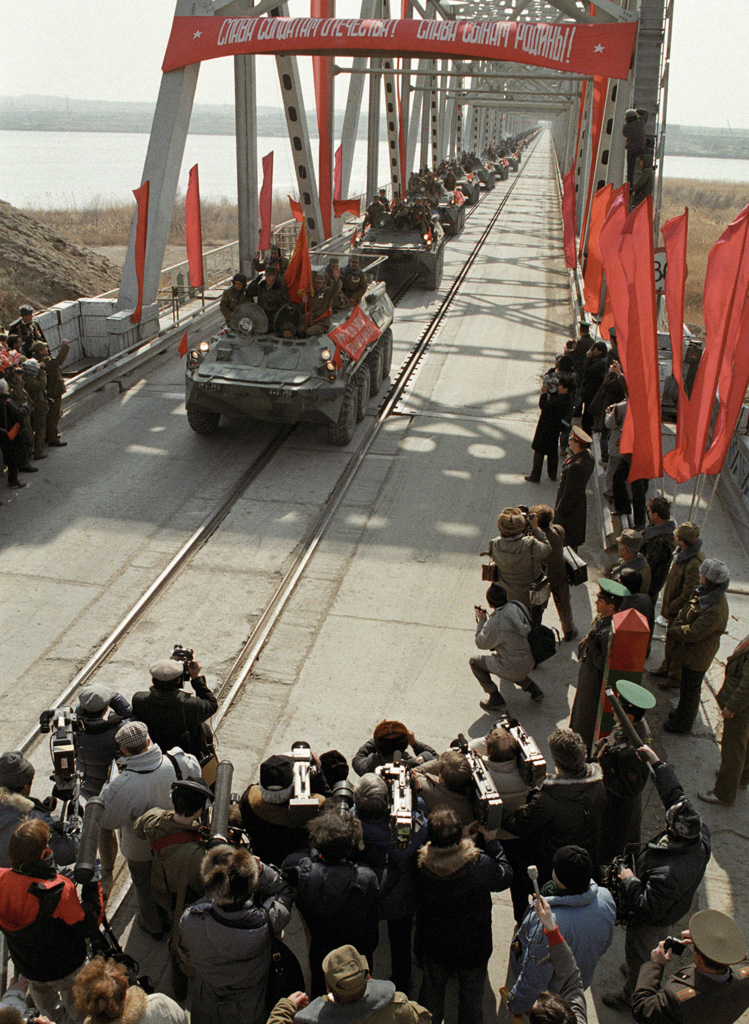
Sovjetiska trupper drar sig tillbaka från Afghanistan via bron 1989.

Afghan-uzbekiska vänskapsbron är en bro över floden Amu-Darja mellan staden Termez i Uzbekistan och Hairatan i provinsen Balkh i Afghanistan. Det är en fackverksbro som är 816 meter lång och 15 meter bred. Den är byggd som en vägbro men har ett järnvägsspår i mitten av vägbanan. I bron finns även en pipeline för olja.
Bron är känd som den plats där den sista sovjetiska militären lämnade Afghanistan efter Afghansk-sovjetiska kriget. Det var Boris Gromov som var den sista att gå över bron klockan 11:55 den 15 februari 1989. Det markerade slutet på det 9 år långa kriget.

## Historia
Bron byggdes 1982 av den sovjetiska armén för att försörja sina trupper där. Den stängdes 24 maj 1997 efter våldsamma sammanstötningar mellan talibaner och motståndsrörelsen. Det var Uzbekistan som stängde den på grund av oro för att problem skulle sprida sig över bron. Bron öppnades igen 9 december 2001 efter att USA:s dåvarande utrikesminister Colin Powell besökt president Islam Karimov. Den första trafiken över bron var för att köra över ett tåg med förnödenheter för humanitär hjälp. Det uppgavs då att bron gjorde restiden för att föra in lasten 10 dagar kortare.